# Адово (озеро)
Адово (коми-перм. Вадты) — озеро в России. Находится в Гайнском районе Коми-Пермяцкого округа Пермского края. Расположено в пойме реки Порыш, на левом берегу. Площадь озера 3,68 км². Высота над уровнем моря — 160,8 м.

## Описание
Имеет статус памятника природы. По своим очертаниям имеет форму яйца; ширина до 2 км, длина до 3 км. Глубина озера составляет 5—6 м. Озеро расположено на Адовском болоте среди торфяников, его образование могло быть связано с процессами суффозии. Рядом, приблизительно в 0,5 км, находится озеро Малое Адово.
Относится к Камскому бассейновому округу.

## Название
Коми-пермяцкое название озера Вадты происходит от двух слов: вад — «непроточное лесное озеро с топкими берегами» и ты — «озеро». Русское название озера появилось благодаря легенде о водяной красавице-русалке Щуке, которая затаскивала молодых рыбаков в воду (или в ад). Под влиянием этой легенды коми-пермяцкое слово вад превратилось в русское ад.

## Легенды
С Адовым озером связано множество легенд. Одна из легенд говорит, что когда герой коми-пермяцкого эпоса богатырь Пера победил водяного Вакуля, он бросил злодея в это озеро. С тех пор Вакуль иногда напоминает о себе. Другая легенда гласит, что когда в небе над озером летел бог с мешком, в который он собрал разную нечисть, этот мешок порвался и в озеро высыпались черти. С тех пор они обитают там в огромном количестве. Третья легенда говорит о разбойниках, которые грабили купцов на реке Каме, а бочки с золотом прятали в Адовом озере. Впоследствии они не поделили это золото и поубивали друг друга. С озером связана и современная легенда, согласно которой самолёты сбрасывали в него контейнеры с радиоактивными отходами.
Каждую весну вода в озере начинает бурлить и пузыриться. Предположительно, это связано с какими-то геологическими процессами.

## В литературе
Озеро описано в повести В. Я. Баталова «Нехоженой тропой», упоминается также в историческом романе А. В. Иванова «Сердце Пармы».